# El Puente del Arzobispo
El Puente del Arzobispo ist eine zentralspanische Gemeinde mit 1.151 Einwohnern (Stand: 2024) in der Provinz Toledo der Region Kastilien-La Mancha.

## Lage und Klima
El Puente del Arzobispo liegt in der Sierra de Gredos im Westen der historischen Landschaft der La Mancha ca. 105 km (Fahrtstrecke) westlich der Stadt Toledo in einer Höhe von ca. 320 m. Der Tajo begrenzt die Gemeinde im Süden.
Das Klima im Winter ist rau, im Sommer dagegen trocken und warm; der spärliche Regen (ca. 716 mm/Jahr) fällt überwiegend in den Wintermonaten.

## Bevölkerungsentwicklung
| Jahr      | 1900 | 1970 | 1981 | 1991 | 2001 | 2011 | 2021 |
| Einwohner | 1766 | 2005 | 1450 | 1581 | 1536 | 1466 | 1190 |

Die seit den 1950er Jahren zunehmende Mechanisierung der Landwirtschaft und die Aufgabe von bäuerlichen Kleinbetrieben führten auch in der Gemeinde zu einem Kaufkraftschwund und zur Abwanderung eines Teils der Bevölkerung.

## Sehenswürdigkeiten
- Katharinenkirche (Iglesia de Santa Catalina)
- Konventskirche des Franziskanerordens
- Marienkapelle

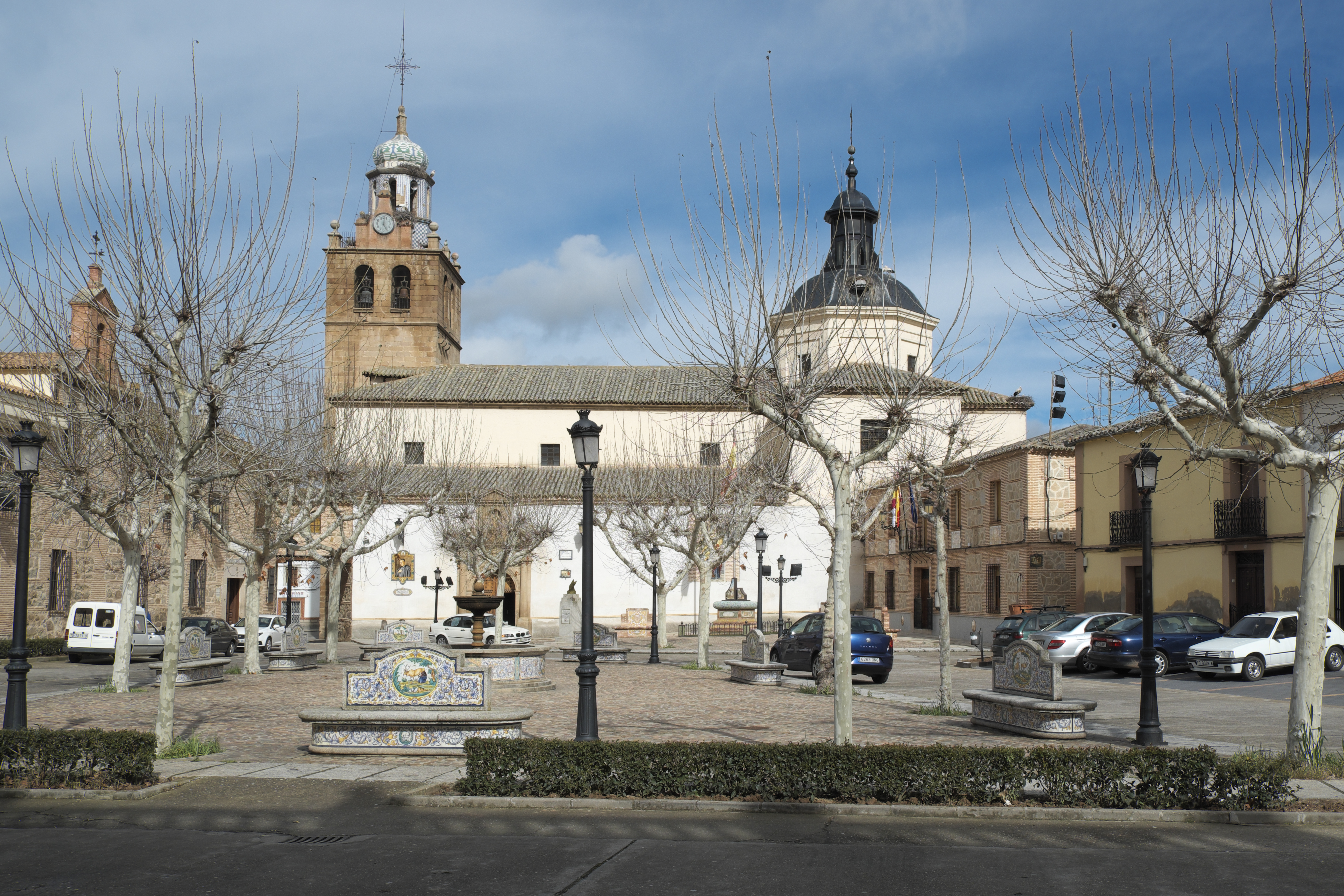
Katharinenkirche
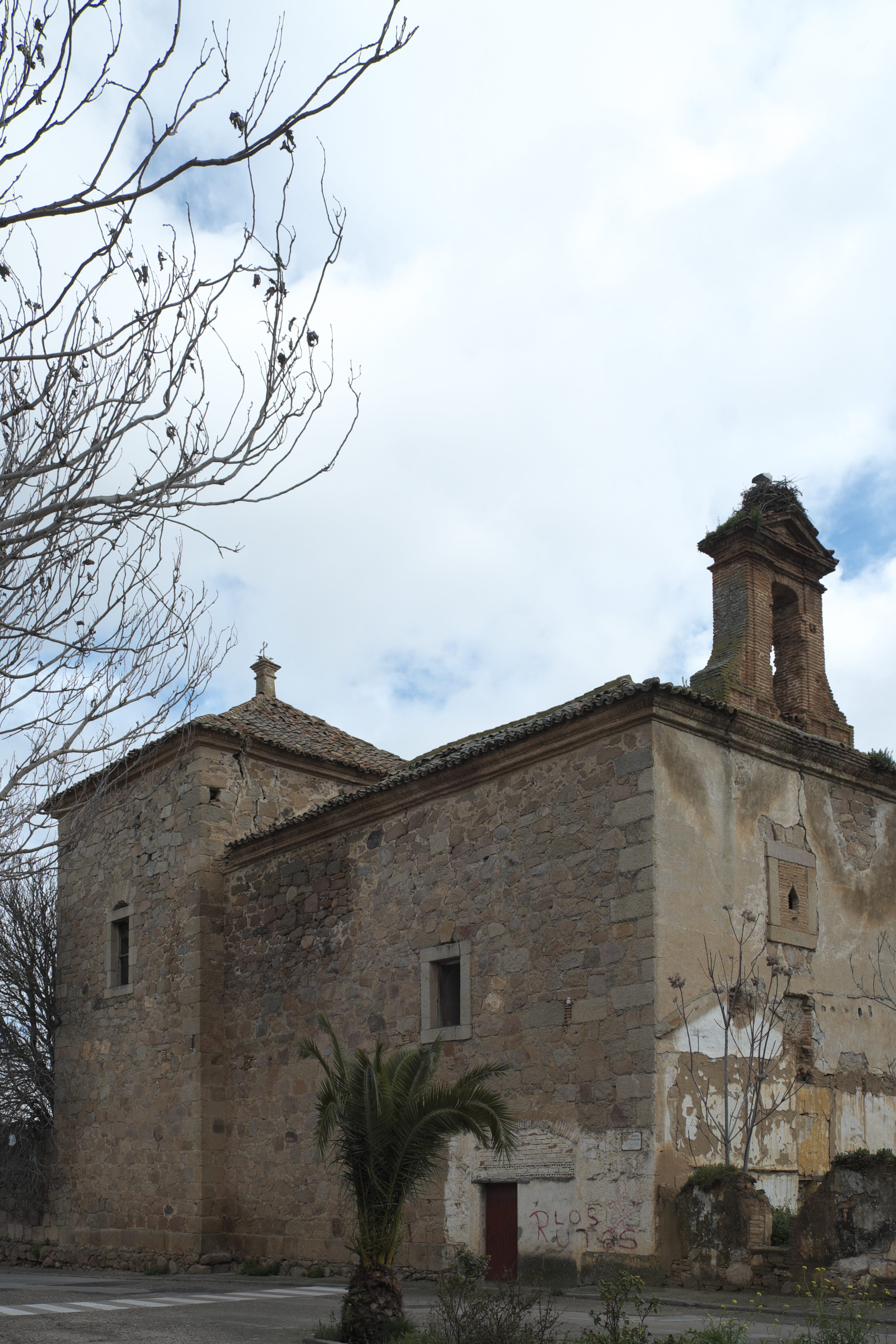
Konventskirche des Franziskanerordens
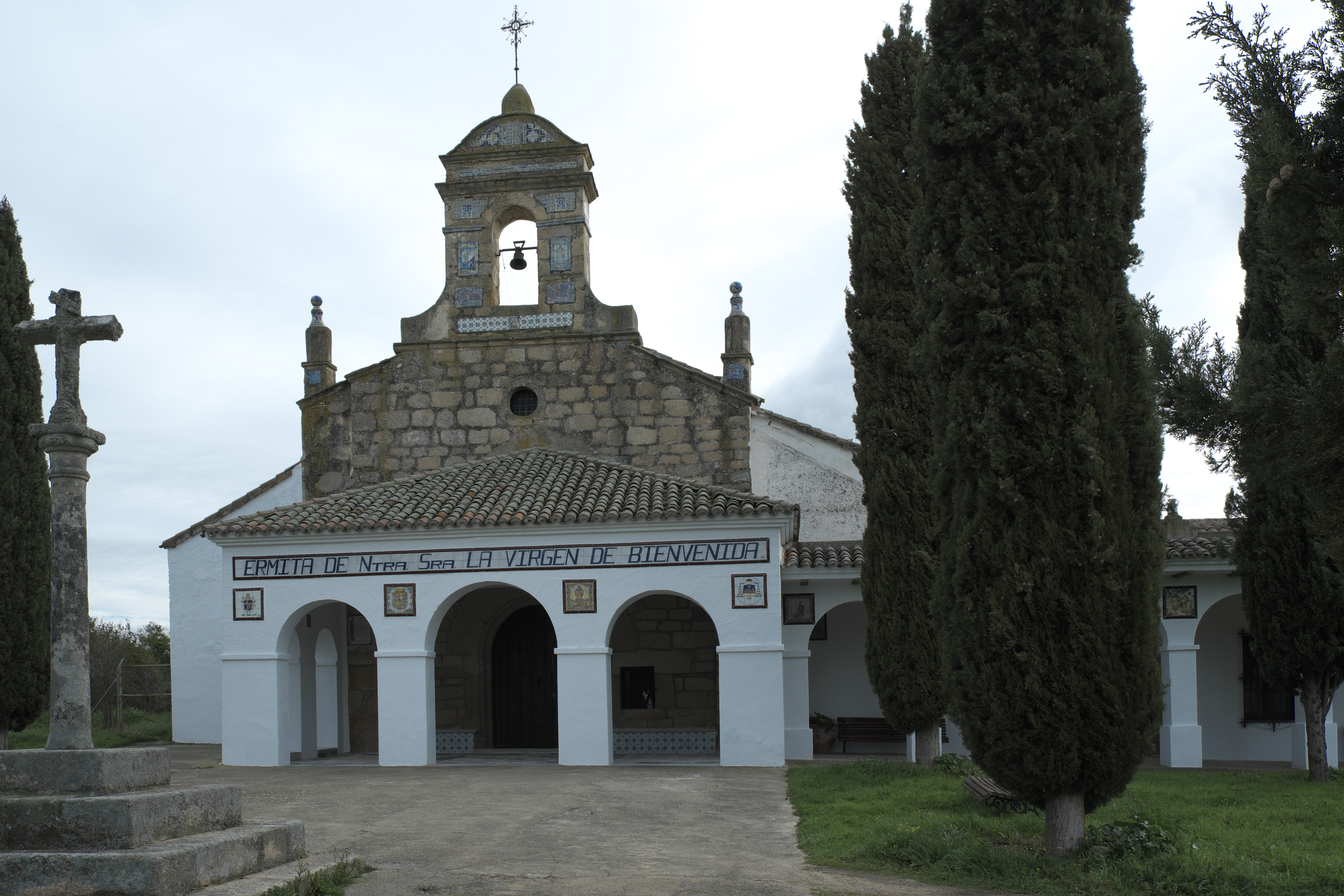
Marienkapelle

## Persönlichkeiten
- Gregorio Benito (1946–2020), Fußballspieler
- Demetrio Fernández González (* 1950), Bischof von Tarrazona (2004–2010) und von Cordoba (seit 2010)